# 334
| [ Edytuj tabelę ] |                             |
| Król Aksum        | - 320 Ezana 360             |
| Król Armenii      | - 330 Chosroes II 338       |
| Władca Guptów     | - 330 Samudragupta 375      |
| Władca Korei      | - 331 Kogugwŏn 371          |
| Papież            | - 314 Sylwester I 335       |
| Król Persji       | - 309 Szapur II 379         |
| Cesarz Rzymu      | - 306 Konstantyn Wielki 337 |

Rok 334 / CCCXXXIV
stulecia: III wiek ~
IV wiek ~
V wiek

lata: 324 «
329 «
330 «
331 «
332 «
333 «
334
» 335
» 336
» 337
» 338
» 339
» 344

## Urodzili się
- Saba Got, gocki męczennik chrześcijański (zm. 372).